# Lijst van rivieren in de Northwest Territories
Dit is een lijst van rivieren in de Northwest Territories, een territorium van Canada. De rivieren in de Northwest Territories stromen naar twee drainagebekkens: de Noordelijke IJszee en de Hudsonbaai. 

## Rivieren naar drainagebekken
De rivieren in deze lijst zijn geordend naar drainagebekken en de opeenvolgende zijrivieren zijn ingesprongen weergegeven onder de naam van elke hoofdrivier.

### Noordelijke IJszee

#### Chantrey Inlet
- Back

#### Canadese Arctische Eilanden
- Hornaday
- Kagloryuak
- Nanook
- Roscoe
- Thomsen
- Bernard
- Big

#### Beaufortzee
- Anderson
  - Carnwath
    - Iroquois
    - Wolverine
    - Andrew
- Horton
- Mackenzie
  - Groot Slavenmeer
    - Yellowknife
    - Lockhart
    - Slave
    - Hay
    - Buffalo
    - Little Buffalo
      - Sass
      - Nyarling

    - Taltson
      - Tazin
        - Ena
        - Abitau
        - Thoa
          - Marten

      - Tethul
      - Rutledge

    - Frank Channel
      - Marian Lake
        - Marian
          - Emile
          - Rivière la Martre
            - Lac la Martre
              - Rivière Grandin

        - Russell Channel
          - Russell Lake
            - Snare
              - Ghost
              - Winter
              - Indin

  - Kakisa
  - Horn
    - Bluefish
    - Laferte

  - Bouvier
  - Redknife
  - Trout
  - Jean Marie
  - Spence
  - Rabbitskin
  - Liard
    - South Nahanni
      - Little Nahanni
      - Rabbitkettle
      - Flat
      - Jackfish

    - Muskeg
    - Petitot
    - Kotaneelee

  - Harris
  - Martin
  - Trail
  - North Nahanni
  - Root
  - Willowlake
  - River Between Two Mountains
  - Wrigley
  - Ochre
  - Johnson
  - Blackwater
  - Dahadinni
  - Saline
  - Redstone
  - Keele
  - Great Bear
    - Great Bear Lake
      - Whitefish
      - Big Spruce
      - Haldane
      - Bloody
      - Sloan
      - Dease
      - Camsell
        - Calder
        - Zebulon
        - Hardisty Lake
          - Wopmay
            - Little Crapeau Lake
              - Acasta

      - Johnny Hoe

  - Little Bear
  - Carcajou
    - Little Keele
    - Imperial

  - Mountain
    - Gayna

  - Donnelly
  - Tsintu
  - Hare Indian
  - Loon
  - Tieda
  - Gillis
  - Gossage
  - Thunder
  - Tree
  - Rabbit Hay
  - Arctic Red
  - Peel
    - Bonnet Plume

  - Rengleng

#### Coronationgolf
- Coppermine
  - Kendall
  - Fairy Lake

### Hudsonbaai
- - Thelon
    - Elk
    - Hanbury
    - Beverly Lake
      - Dubawnt

## Alfabetische lijst

### A
- Anderson
- Arctic Red

### B
- Back
- Blackstone
- Blackwater
- Bloody
- Bouvier

### C
- Cameron
- Carcajou
- Coppermine

### D
- Dahadinni
- Donnelly

### E
- Elk

### F
- Frances

### G
- Gillis
- Gossage
- Great Bear

### H
- Hanbury
- Hare Indian
- Harris
- Hart
- Hay
- Horn
- Hornaday
- Horton

### J
- Jean Marie
- Johnson

### K
- Kagloryuak
- Kakisa
- Keele
- Kendall
- Kotaneelee

### L
- Liard
- Little Bear
- Lockhart
- Loon

### M
- Mackenzie
- Martin
- Masik
- Mountain
- Muskeg

### N
- Nanook
- North Nahanni

### O
- Ochre
- Ogilvie

### P
- Peel
- Petitot

### R
- Rabbit Hay
- Rabbitskin
- Redknife
- Redstone
- Rengleng
- River Between Two Mountains
- Root
- Roscoe

### S
- Saline
- Salt
- Slave
- Snare
- South Nahanni
- Spence

### T
- Taltson
- Thelon
- Thomsen
- Thunder
- Tieda
- Trail
- Tree
- Trout
- Tsintu

### W
- Whitefish
- Willowlake
- Wrigley

### Y
- Yellowknife